# Abutilon dinteri
Abutilon dinteri är en malvaväxtart som beskrevs av Ulbrich. Abutilon dinteri ingår i släktet klockmalvor, och familjen malvaväxter. Inga underarter finns listade i Catalogue of Life.